# Eilema catenata
Eilema catenata är en fjärilsart som beskrevs av Paul Mabille 1900. Eilema catenata ingår i släktet Eilema och familjen björnspinnare. Inga underarter finns listade i Catalogue of Life.